# Chrysophyllum zimmermanmii
Chrysophyllum zimmermanmii – gatunek drzew należących do rodziny sączyńcowatych. Jest gatunkiem występującym w lasach strefy tropikalnej.